# 1997 VG8
1997 VG8 är en asteroid i huvudbältet som upptäcktes den 15 november 1997 av den australiensiske astronomen Frank B. Zoltowski i Woomera.
Asteroiden har en diameter på ungefär 10 kilometer.